# Head (HTML)
<head> (ang. head – głowa, header - nagłówek) – sekcja nagłówkowa w dokumencie HTML lub XHTML. Pomiędzy otwierającym i zamykającym znacznikiem <head> znajduje się prolog dokumentu. Zwykle jest to tylko kilka znaczników (a przede wszystkim tytuł strony, informacje o autorze strony, kodowaniu i instrukcje dla przeglądarki oraz wyszukiwarek). Nie wolno w prologu (czyli między znacznikami <head>) wpisywać tekstu, który ma się pojawić na stronie.

## Przykład
```
<
head
>

 
<
meta
 
http-equiv
=
"Content-type"
 
content
=
"text/html; charset=iso-8859-2"
 
/>

 
<
meta
 
http-equiv
=
"Content-Language"
 
content
=
"pl"
 
/>

 
<
meta
 
name
=
"Author"
 
content
=
"Cygnus"
 
/>

 
<
title
>
Cyfrowa obróbka DVD
</
title
>

</
head
>

```